# Маколоры
Маколоры (лат. Macolor) — род лучепёрых рыб семейства луциановых (Lutjanidae). Представители рода распространены в Индо-Тихоокеанской области. Максимальная длина тела у разных видов варьируется от 60 до 75 см.

## Описание
Тело удлинённое, веретенообразной формы. Рот относительно большой, выдвижной. На обеих челюстях зубы конической формы, заострённые, в передней части увеличенные; внутренний ряд ворсинчатых зубов по бокам верхней челюсти. На сошнике зубы расположены в виде пятна V-образной формы без срединного выступа. На жаберных дугах многочисленные жаберные тычинки; на нижней части первой жаберной дуги их от 60 до 80. Один спинной плавник с 10 жёсткими и 13—14 мягкими лучами. Колючая и мягкая части плавника не разделены глубокой выемкой. В анальном плавнике 3 жёстких и 10—11 мягких лучей. Грудные плавники длинные, примерно равны длине головы. На мембранах спинного и анального плавников есть чешуя. Хвостовой плавник выемчатый.

## Ареал и биология
Широко распространены в Индо-Тихоокеанской области от Самоа до восточной Африки и от Рюкю до Австралии. Морские бентопелагические рыбы. Обитают у коралловых рифов на глубине от 5 до 90 м. Ведут одиночный образ жизни или образуют небольшие группы. Питаются рыбами и ракообразными.

## Классификация
В составе рода выделяют два вида:
- Macolor macularis Fowler, 1931 — Пятнистый маколор
- Macolor niger (Forsskål, 1775) — Чёрный маколор